# Hakim Jemili
Hakim Jemili est un humoriste et acteur franco-tunisien né le 25 juin 1989 à Sélestat dans le Bas-Rhin. Il se fait connaître sur YouTube avec le collectif Le Woop.

## Biographie
Hakim Jemili naît de parents originaires de Bizerte, en Tunisie. Il se dirige d'abord vers une carrière de footballeur, à laquelle une rupture des ligaments croisés vient mettre fin, sans éluder le fait que ce n'est pas uniquement la blessure physique mais également des problèmes de santé mentale qui l'ont poussé à ne pas continuer sur la scène sportive.
Atteint de trouble dyslexique, il ne s'épanouit pas à l'école et trouve sa vocation dans le monde de l'humour.
Il étudie au Cours Florent, et fait ses premiers pas sur la scène du Paname Café, à Paris,. En 2014, il crée le collectif Le Woop avec six autres jeunes humoristes dont Hugo Tout Seul et Mister V.
À partir de septembre 2019, il anime avec sa femme Fadily Camara un programme court intitulé HF, diffusé dans l'émission Canal+ Clique.
En décembre 2019, il est à l'affiche de Docteur ? aux côtés de Michel Blanc. Il est retenu dans la présélection « Révélations » des César pour cette prestation. Il obtient pour ce rôle le Prix d'interprétation au Festival international du film de comédie de Liège 2019.
Il est acteur de la série Validé créée par Franck Gastambide, diffusée sur Canal+ depuis mars 2020.
En 2025, il tient le premier rôle dans le film de Mourad Winter, L'amour, c'est surcoté.

## Filmographie

### Cinéma
- 2019 : Docteur ? de Tristan Séguéla : Malek
- 2021 : En passant pécho de Julien Royal : Karim
- 2021 : Les Méchants de Mouloud Achour et Dominique Baumard : Matoub Hassni
- 2022 : Les Engagés d'Émilie Frèche : Adam
- 2022 : Classico de Nathanaël Guedj et Adrien Piquet-Gauthier : Pierre
- 2022 : Les SEGPA d'Ali Bougheraba et Hakim Bougheraba : un parent d'élève
- 2023 : Chasse gardée d'Antonin Fourlon et Frédéric Forestier : Simon
- 2023 : La Tête dans les étoiles d'Emmanuel Gilibert : Ali
- 2023 : Nouveaux Riches de Julien Royal : lui-même
- 2024 : Ici et là-bas de Ludovic Bernard : Adrien
- 2025 : Mercato de Tristan Séguéla : Mehdi Bentarek
- 2025 : Le Routard de Philippe Mechelen : Yann
- 2025 : L'amour, c'est surcoté de Mourad Winter : Anis
- 2025 : Adieu Jean-Pat de Cécilia Rouaud : Etienne
- 2025 : Chasse gardée 2 d'Antonin Fourlon et Frédéric Forestier : Simon

### Télévision

#### Séries télévisées
- 2020-2021 : Validé : Rico
- 2021 : Mytho : Hakim
- 2022 : Miskina, la pauvre : Nassim
- 2022 : Drôle : Le stand-upper à la carte Vitale
- 2023 : Tapie : Farid Bentarek
- 2023 : Coach Hakim : Hakim

#### Téléfilms
- 2024 :  Dans 5 ans de Léa Rouaud : Lui-même

#### Émissions
- 2021 / 2023 : LOL : qui rit, sort !
- 2022 : Celebrity Hunted – Chasse à l'Homme

## Distinctions
- Festival international du film de comédie de Liège 2019 : Prix d'interprétation pour Docteur ?